# Życie Jezusa (książka)
Życie Jezusa (ang. The Desire of Ages – dosł. Pragnienie Wieków) – jedna z najpopularniejszych, obok Drogi do Chrystusa i Wielkiego boju, książek autorstwa Ellen G. White. Pozycja omawia w oparciu o nowotestamentowe ewangelie życie i nauczanie Chrystusa. Biografia Jezusa uzupełniona została myślami teologicznymi zaczerpniętymi z jego nauczania utrwalonego w ewangeliach. W Życiu Jezusa przedstawiono liczne opisy chrześcijańskiej służby i szlachetności. Pozycja uwydatnia ponadto godność istoty ludzkiej i prawo do wolności osobistej każdego człowieka. Książka jest częścią pięciotomowej serii pt. Konflikt wieków.

## Historia powstania

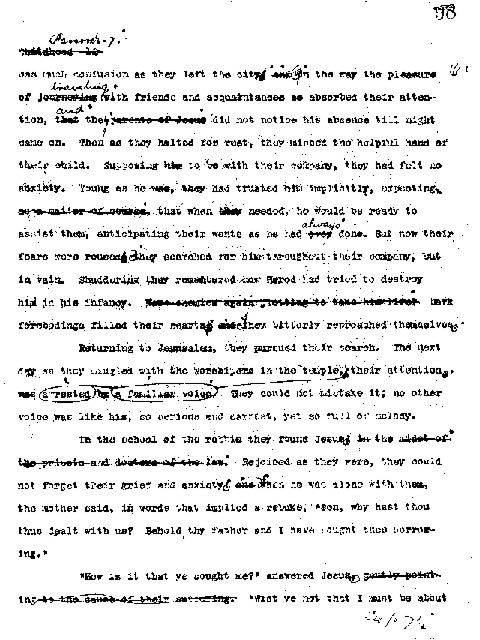
Oryginalny maszynopis Życia Jezusa (strony 80-81)

Życie Jezusa ukazało się po raz pierwszy w języku angielskim w 1898 r. Pozycja ta została opracowana przez Ellen G. White w oparciu o poprzednie jej książki dotyczące tematyki życia Jezusa Chrystusa. Pierwowzorami książki, które ulegały stopniowemu rozszerzaniu, były:
- Wielki Bój pomiędzy Chrystusem i Jego aniołami a szatanem i jego aniołami z 1858 r. – rozdziały 4-11 (obecnie książka ukazuje się pod zmienionym tytułem: Wczesne pisma, lub Doświadczenia i Widzenia oraz Dary Ducha).

- Wielki Bój pomiędzy Chrystusem a szatanem: Życie, nauczanie i cuda Pana naszego Jezusa Chrystusa z 1877 r. (obejmująca biografię od narodzenia do wjazdu do Jerozolimy)

- Wielki Bój pomiędzy Chrystusem a szatanem: Śmierć, zmartwychwstanie i wniebowstąpienie Pana naszego Jezusa Chrystusa z 1878 r. (obejmująca biografię od wjazdu do Jerozolimy do wniebowstąpienia)

- Seria Odkupienie lub Życie Chrystusa z 1887 r. (wydane po polsku przez Wydawnictwo „Prawda na Czas Obecny”).

Począwszy od wydania z 1888 r. Wielki bój jest tytułem książki obejmującej historię od zburzenia Jerozolimy do nastania Królestwa Bożego i nie odnosi się do publikacji dotyczących wcześniejszej historii planu zbawienia (w tym życia Chrystusa). Nazwa serii zmieniona została na Konflikt wieków, w skład którego weszła nowa, znacznie poszerzona biografia Jezusa z 1898 r. pt. The Desire of Ages (pol. Życie Jezusa).

## Treść
| - „Bóg z nami” - „Naród wybrany” - Wypełnienie czasu - Do Ciebie Zbawicielu! - Ofiarowanie - „Widzieliśmy bowiem gwiazdę jego” - Dzieciństwo - Wielkanocna wizyta - Dni walki - Głos wołającego na pustyni - Chrzest - Kuszenie - Zwycięstwo - „Znaleźliśmy Mesjasza” - Wesele w Kanie Galilejskiej - W Jego świątyni - Nikodem - „On musi wzrastać” - Przy studni Jakuba - „Jeśli nie ujrzycie znaków i cudów” - Betezda i Sanhedryn - Uwięzienie i śmierć Jana - „Przybliżyło się Królestwo Boże” - „Czyż ten nie jest synem Józefa?” - Powołanie nad jeziorem - W Kafarnaum - „Jeśli chcesz, możesz mię oczyścić” - Lewi – Mateusz - Sobota - „Powołał ich dwunastu” - Kazanie na Górze - Setnik - „Kto to bracia moi?” - Zaproszenie - „Umilknij! Ucisz się!” - Dotyk wiary - Pierwsi ewangeliści - Idźcie i odpocznijcie nieco - „Dajcie wy im pić” - Noc nad jeziorem - Kryzys w Galilei - Tradycja - Zniesienie barier - Prawdziwy znak | - Zapowiedź krzyża - „I został przemieniony” - Usługiwanie - Kto jest największy? - Święto Namiotów - W pułapce - „Światłość żywota” - Boski pasterz - Ostatnia podróż z Galilei - Dobry Samarytanin - „Nie przychodzi dostrzegalnie” - Błogosławienie dzieci - „Jeszcze jednego ci brak” - „Łazarzu, wyjdź!” - Intrygi kapłanów - Prawo nowego królestwa - Zacheusz - Uczta w domu Szymona - „Oto Król twój przyjdzie” - Potępiony naród - Świątynia ponownie oczyszczona - Spór - Biada faryzeuszom! - Na zewnętrznym dziedzińcu - Na Górze Oliwnej - „Najmniejszy z braci moich” - Sługa sług - „Na pamiątkę moją” - „Niechaj się nie trwoży serce wasze” - Getsemane - Przed Annaszem i w pałacu Kaifasza - Judasz - Na sądzie u Piłata - Golgota - „Wykonało się!” - W grobowcu Józefa - „Wstał z martwych” - „Czemu płaczesz?” - Droga do Emaus - „Pokój wam” - Jeszcze raz nad Morzem Galilejskim - „Idźcie, nauczajcie wszystkie narody” - „Do Ojca mego i Ojca waszego” |

## Wydania w języku polskim
- Życie Jezusa, Warszawa 1960 (Wydawnictwo „Znaki Czasu”)
- Życie Jezusa, Warszawa 1983 (Wydawnictwo „Znaki Czasu”)
- Życie Jezusa, Warszawa 1984 (Wydawnictwo „Znaki Czasu”)
- Życie Jezusa, Warszawa 1985 (Wydawnictwo „Znaki Czasu”)
- Życie Jezusa, Warszawa 1988 (Wydawnictwo „Znaki Czasu”)
- Życie Jezusa, Warszawa 1989 (Wydawnictwo „Znaki Czasu”)
- Życie Jezusa, Warszawa 1991 (Wydawnictwo „Znaki Czasu”)

Chrześcijański Instytut Wydawniczy „Znaki Czasu” opublikował również rozdziały książki Życie Jezusa dotyczące pasji i zmartwychwstania Chrystusa w postaci oddzielnej broszury zatytułowanej Poselstwo z Kalwarii.
Ponadto na łamach Naszego Mocnego Fundamentu (czasopisma konserwatywnych adwentystów skupionych wokół organizacji Hope International) ukazało się nowe tłumaczenie kilkunastu rozdziałów książki dokonane przez Andreasa Matuszaka (1994–1997). Przywrócono dosłowny tytuł dzieła – Pragnienie Wieków.
Wydawnictwo „Prawda na Czas Obecny” opublikowało w języku polskim serię „Odkupienie” autorstwa Ellen G. White (2001), będącą jednym z pierwowzorów Życia Jezusa.